# Monasterio de Trooditissa

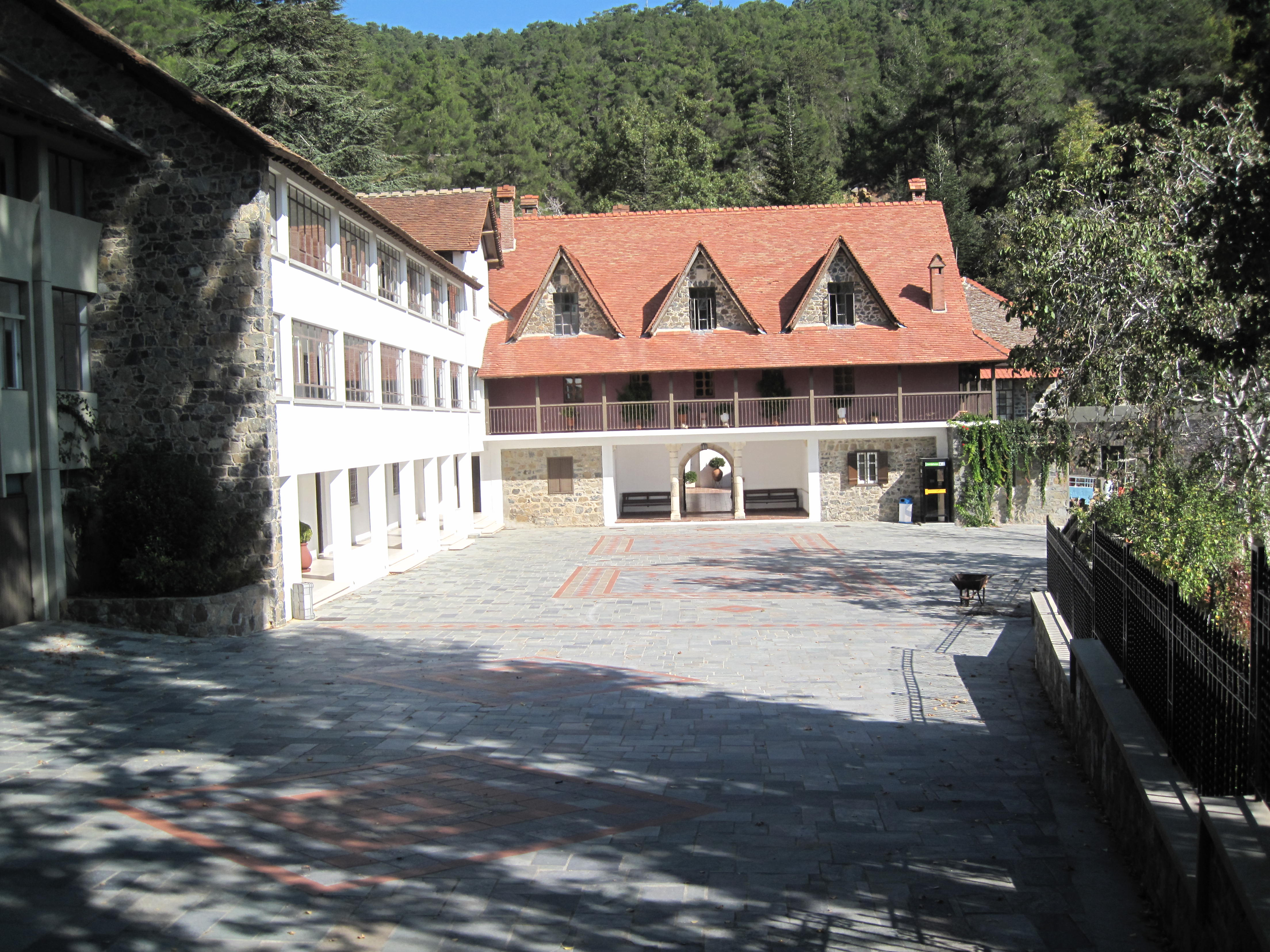
El monasterio de Trooditissa

El monasterio de Trooditissa (Μοναστήρι Τροοδίτισσας) está situado en la ladera sur de las Montañas de Troodos en la isla de Chipre. Se trata de un monasterio ortodoxo dedicado a la Virgen María.

## Historia
Fue fundado en 990, fue reconstruido varias veces y el edificio actual data de 1731. Está construido a una altitud de 1.500 m y el pueblo más cercano es Platres.
Consta de una nave dividida en tres cuerpos.
El monasterio contiene hermosos y valiosos íconos, dentro de los cuales se encuentra el de la Virgen María, proveniente de Asia Menor, adornada con oro y plata y transportado al lugar por un monje para protegerla de las guerras iconoclásticas.